# Pol Pot
Pol Pot (provincija Kompong Thom, 19. svibnja 1928. – Anlong Veng, 15. travnja 1998.), kambodžanski političar i revolucionar  koji je bio vođa komunističkog pokreta pod imenom Crveni Kmeri od 1963. do 1997. godine, premijer Demokratske Kampućije od 1976. do 1979. godine i glavni tajnik Centralnog komiteta Komunističke partije Kampućije od 1963. do 1981. godine.

## Životopis

### Rane godine, djetinjstvo
Pol Pot je rođen 1925. godine (prema nekim podacima: 1928.) kao Saloth Sar, u kambodžanskoj pokrajini Kompong Thom. Njegov otac bio je bogati zemljoposjednik s vezama u visokom društvu, a njegova sestra plesačica u kraljevskom baletu, gdje je živjela ugodno pod kraljevskom zaštitom. Kada mu je bilo šest godina pridružio se sestri u Phnom Penhu gdje je pohađao školu francuskog jezika. U to doba takvu je privilegiju imalo samo stotinjak Kambodžanaca. Šest je godina proveo u budističkom samostanu, od toga dvije godine kao budistički svećenik.

### Obrazovanje, početci karijere
Zahvaljujući roditeljskim političkim vezama 1949. godine odlazi u Francusku na studij elektrotehnike zahvaljujući državnoj stipendiji. To je vrijeme, kako će kasnije sam izjaviti, proveo u čitanju progresivnih knjiga. Godine 1952. pristupa Komunističkoj partiji Francuske, ali nedugo zatim oduzeta mu je školarina, a on se vraća u Kambodžu (1953.). Kolege s fakulteta opisivali su ga kao osobu s lijepim manirima i vrlo ugodnu, ali također i kao osobu koja je puno pričala, ali malo rekla. Kambodža stječe nezavisnost 1954. godine, a Saloth Sar živi dvostruki život. Javno u Phnom Penhu predaje u privatnoj školi, a tajno djeluje u ilegalnom komunističkom pokretu. Godine 1963. uspio se do samoga vrha kambodžanskog komunističkog pokreta i utemeljio komunističke oružane snage pod imenom Crveni Kmeri. Plašeći se policije, koja mu je bila na tragu, napušta kambodžansku prijestolnicu i bježi u Vijetnam.

### Dužnost predsjednika Kambodže
Vijetnamski rat je ponovo potvrdio da je narod u borbi za slobodu nemoguće pobijediti - lekcija koju sami Vijetnamci nisu dobro naučili, jer su nekoliko godina kasnije vojno intervenirali u Kambodži (Kampućiji), iz koje su se nekoliko godina kasnije, baš kao i Amerikanci iz Vijetnama, bili prisiljeni povući. Pol Pot je postao de facto vođa Kambodže sredinom 1975. godine.
Godine 1976. raspušta se dotadašnja vlada, proglašava komunističku republiku i Kheiu Samphana postaje predsjednik države. Iste godine, Pol Pot imenovan je za premijera Kambodže i odmah je započeo s radikalnim reformama.
Najstrašnija posljedica Pol Potova režima jest jezovita slika osam tisuća lubanja poredanih na jednom od kambodžanskih polja smrti koje je, između 1975. i 1979. godine, na rubovima prašuma Indokine posijao komunistički režim Pola Pota i njegovih Crvenih kmera.
Ono pak što zaslon fotografske kamere nije mogao zabilježiti prepušteno je sumornim kronikama zbivanja na jugoistoku Azije. A one kažu da je tih osam tisuća na tropskom suncu izblijedjelih lubanja tek vrh ledene sante zločina koje je tijekom brutalne četverogodišnje vladavine nad svojim narodom (ali i u ime njega) počinila frakcija kambodžanskih maoista.
U obračunima s "kontrarevolucionarima", intelektualcima, stručnjacima, službenicima, vjernicima, budističkim svećenicima, nacionalnim manjinama, trgovcima, poduzetnicima, seljacima i građanima, Pol Potovi su krvnici ubili ukupno 1,7 milijuna ljudi, ili petinu čitave kambodžanske populacije. Kada je bila riječ o "neprijateljima" partije, nisu se štedjela ni djeca od tek nekoliko mjeseci, ali ni čitave obitelji koje su svoj krvavi kraj dočekale na nekom od bezbrojnih polja smrti.
Kako su jurišni odredi Crvenih Kmera u to vrijeme bili kratki s mecima, egzekucije su se vršile zašiljenim bambusovim štapom: "kontrarevolucionar" bi kleknuo nad golemom jamom, nakon čega bi mu vjerni vojnik partije u potiljak zabio ovo primitivno, ali - pokazat će surova kambodžanska statistika - nadasve efikasno oružje. Kolovođe "kontrarevolucije" čekala je puno strašnija smrt: neki od njih bili su nabijani na kolac i ostavljani da živi skončaju u najstrašnijim mukama, drugi su u drvenim kavezima izgladnjivani do smrti, a preostali su upućeni u neke od radnih kampova dok od iscrpljenosti nisu poumirali. No, to nije vrhunac jer je uskoro Pol Pot postao paranoičan i svuda je viđao zavjere. Kao rezultat takve paranoje ogroman broj nevino osumnjičenih mučen je i ubijen.
Godine 1977. posjetio je Kinu koja mu je obećala vojnu pomoć u njegovim agresivnim namjerama protiv Vijetnama, u kojem je vidio svog neprijatelja, te moralnu podršku njegovim radikalnim potezima. Do kraja godine sporadična sukobljavanja prerasla su u otvoren rat. Surovi diktator Pol Pot vjerovao je kako u tom ratu Kambodža može pobijediti ako svaki kambodžanski vojnik ubije 30 vijetnamskih vojnika. No, kada je uvidio da se stvari odvijaju nepovoljno po Crvene Kmere zatražio je od Kine slanje vojnih snaga, ali kineske vlasti odbijaju poslati takvu vrstu pomoći. Na Božić 1978. godine Vijetnam je izvršio invaziju na Kambodžu s više od 100.000 vojnika. Obrana Crvenih Kmera raspala se kao kula od karata. Kada su vijetnamske snage ušle u napušteni Phnom Penh, Pol Pot je pobjegao helikopterom u Tajland odakle je vodio gerilski rat uz kinesku i zapadnu podršku.
Nakon konačne pobjede Vijetnam je osnovao vladu Kambodže pod vodstvom Heng Samrina, a vladu su činili bivši pripadnici Crvenih Kmera koji su pobjegli u Vijetnam kako bi izbjegli čistke. Vijetnamske snage u Kambodži ostaju do 1989. godine kada se povlače. Pokušava se s otpočinjanjem mirovnog procesa, ali Pol Pot odbija sudjelovanje u njemu i nastavlja se boriti protiv vladinih snaga. Uspješno odupiranje Crvenih Kmera vladinim snagama trajalo je sve do 1996. godine kada su sve očajniji pripadnici Crveni Kmera počinju s masovnijim dezerterstvima. Kulminacija se dešava 1997. godine kada Pol Pot ubija svoju dugogodišnju desnu ruku Son Sena jer se namjeravao dogovoriti s vladom. Ali vojni šef Crvenih Kmera Ta Mok hapsi Pol Pota i stavlja ga u doživotni kućni pritvor. 

### Smrt
Godine 1998. Ta Mok se, zbog novog napada vladinih snaga, povlači dublje u šumu i sa sobom vodi Pol Pota. Nekoliko dana kasnije, 1998. godine Pol Pot je preminuo od srčanog udara.

## Vanjske poveznice
- A meeting with Pol Pot Elizabeth Becker of The New York Times
- Pol Pot's death confirmed  Arhivirana inačica izvorne stranice od 8. ožujka 2008. (Wayback Machine) CNN Report
- Interview  Arhivirana inačica izvorne stranice od 12. rujna 2006. (Wayback Machine), UCLA International Institute